# Rolschaatsclub de Lichtstad

El Rolschaatsclub de Lichtstad (o simplemente RC Lichtstad) es un club de hockey sobre patines de la ciudad holandesa de Eindhoven.
Fue fundado en 1965 y actualmente milita en la Dutch NRBB, que es la máxima categoría del hockey sobre patines en Holanda.
Es el club más laureado de Holanda con un total de 24 títulos nacionales (16 de liga y 8 de copa).
Su éxito deportivo más destacado a nivel internacional fue la participación en la final de la primera edición de la Copa de la CERS en la temporada 1980-1981, en la que cayó derrotado ante el GD Sesimbra portugués.

## Palmarés
16 Ligas holandesas: 1970, 1974, 1975, 1977, 1978, 1979, 1981, 1983, 1984, 1992, 1993, 2000, 2001, 2012, 2013, 2014
8 Copas holandesas: 1979, 1981, 1983, 1985, 1992, 1993, 2002, 2011